# Museo nazionale di Kyoto
Il Museo nazionale di Kyoto (京都国立博物館?, Kyōto Kokuritsu Hakubutsukan) è uno dei tre ex musei imperiali insieme a quelli di Tokyo e Nara, in Giappone. Il museo si trova nel quartiere  Higashiyama a Kyoto. Le collezioni del Museo nazionale di Kyoto si concentrano soprattutto sull'arte giapponese pre-moderna e asiatica.

## Cronologia
1897 anno 30 il museo prende il nome museo imperiale